# براد لامبرت
براد لامبرت (بالإنجليزية: Brad Lambert)‏ هو مدير فني أمريكي، ولد في 14 يناير 1965 في هوكسي في الولايات المتحدة.